# Anson Rabinbach
Anson Rabinbach, né le 2 juin 1945 et mort le 2 février 2025, est un spécialiste américain de l'histoire européenne, notamment de l'Allemagne nazie et de l'Autriche, du XXe siècle, professeur d'histoire à l'Université de Princeton et directeur du centre d'études européennes.
En 1973, il a co-fondé le journal New German Critique qu'il continue de coéditer.